# Villa Medici di Roma in pittura
La voce Villa Medici di Roma in pittura comprende un elenco ragionato di dipinti, ad olio, o ad acquarello, o ad affresco, che rappresentano vedute, anche parziali, della Villa Medici di Roma e del suo giardino. All'elenco sono stati aggiunti disegni a matita e a pastello. Villa Medici, oltre ad essere il soggetto di opere d'arte, data la sua posizione si è trasformata anche in uno spazio da cui partire per esplorare lo straordinario panorama che la circonda.

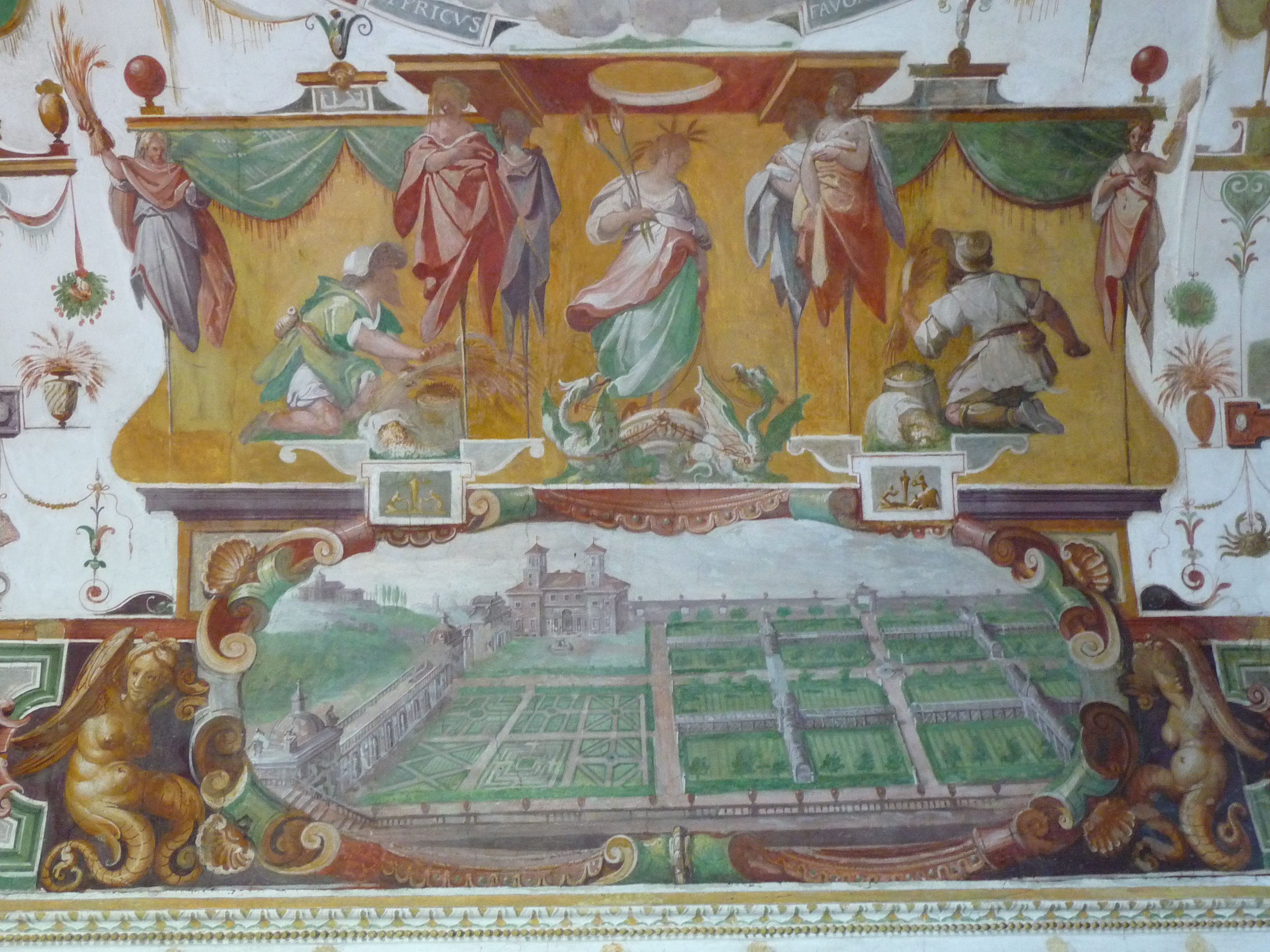
Villa Medici Roma, grottesca nello studiolo del cardinale

## Nota introduttiva
Le immagini più antiche della Villa Medici a Roma e del suo giardino si trovano negli affreschi a grottesca di Jacopo Zucchi, nello studiolo del cardinale.
La facciata di Villa Medici, un po' idealizzata, nell'ottica dei suoi paesaggi ideali - segno anche di confidenza con l'architettura romana cinquecentesca - appare in tre dipinti ad olio di Claude Lorrain e, di conseguenza, è presente nei disegni del suo Liber Veritas: con Villa Medici se ne conoscono due, di cui uno è conservato a Parigi, al Louvre e l'altro a Londra, al British Museum. Diego Velázquez, che soggiornò a Villa Medici, ha lasciato due schizzi ad olio, eseguiti dal vivo, che rappresentano angoli del giardino.
Nell'Ottocento, con il passaggio di Villa Medici alla Francia, che vi stabilì la sede dell'Accademia di Francia, i dipinti diventano numerosi.

## Note

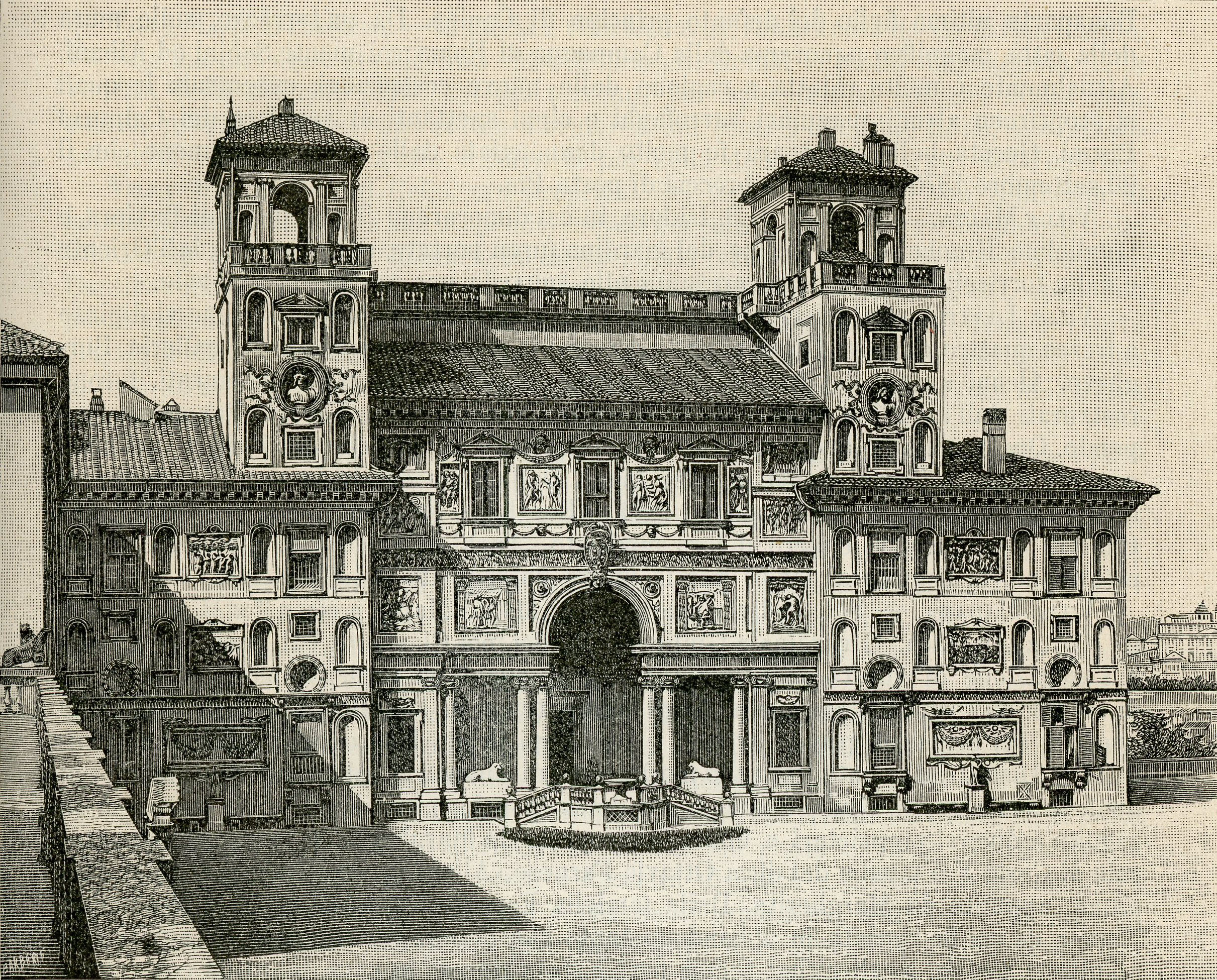
Villa Medici, ora Accademia di Francia, in una xilografia di Gustavo Strafforello, 1894

### Nel Cinquecento
| Autore e titolo                                        | Descrizione                                                                                   | Immagine |
| ------------------------------------------------------ | --------------------------------------------------------------------------------------------- | -------- |
| Jacopo Zucchi, Progetto per i giardini di Villa Medici | affresco, 1670-1571, Villa Medici (Roma) (Grottesca nella volta dello studiolo del cardinale) | [ 1 ]    |
| Jacopo Zucchi, Progetto incompiuto per la facciata     | affresco, 1570-1571, Villa Medici (Roma) (Grottesca nella volta dello studiolo del cardinale) |          |

### Nel Seicento
| Autore e titolo                                                            | Descrizione | Immagine |
| -------------------------------------------------------------------------- | --- | -------- |
| Diego Velázquez, Entrata della grotta nel giardino di Villa Medici a Roma  | olio su tela, 48,5x3 cm, 1630 circa, Museo del Prado |          |
| Diego Velázquez, Padiglione di Arianna nel giardino di Villa Medici a Roma | olio su tela, 44x38 cm, 1650 Museo del Prado (Madrid) |          |
| Claude Lorrain, Porto con Villa Medici                                     | olio su tela, 102x133, 1637, Galleria degli Uffizi, (Firenze) (Come documentato da Lorrain, in un disegno del suo Liber Veritatis - foglio conservato al British Museum - il dipinto era stato commissionato dal cardinale Carlo de' Medici) |          |
| Claude Lorrain, Porto marino con l'imbarco di sant'Orsola                  | olio su tela, 113x149, 1641, National Gallery, (Londra) | [ 2 ]    |
| Claude Lorrain, Ulisse rende Criseide a suo padre                          | olio su tela, 110x150 cm, 1644 circa Museo del Louvre (Parigi) | [ 3 ]    |
| Claude Lorrain, Ulisse rende Criseide a suo padre                          | disegno su carta, 1635-1682, Museo del Louvre (Parigi) (Pagina del Liber Veritatis di Claude Lorrain) |          |
| Gaspar van Wittel, Villa Medici e giardini a Roma                          | tempera su pergamena, 29,5x 40,5 cm, 1685, Palazzo Pitti Galleria Palatina ed Appartamenti Reali (Firenze) (Fa parte degli oggetti d'arte portati dai Lorena a Firenze, prima della vendita della villa)                                     |          |

### Nel Settecento
| Autore e titolo                                   | Descrizione | Immagine |
| ------------------------------------------------- | --- | -------- |
| Gaspar van Wittel, Veduta di Roma da Villa Medici | olio su tela, 51x63 cm, 1712, Museo nazionale di Varsavia                                                        | [ 4 ]    |
| John Warwick Smith, Villa Medici a Roma           | acquerello e grafite su carta preparata, 41,3x57,8 cm, 1784 Yale Center for British Art (New Haven, Connecticut) | [ 5 ]    |

### Nell'Ottocento
| Autore e titolo | Descrizione | Immagine |
| --- | --- | -------- |
| Jean Auguste Dominique Ingres, Ritratto di François-Marius Granet                                                                                    | olio su tela, 75x53 cm, 1807, Museo Granet (Aix-en-Provence) (Granet è in posa sul tetto del suo studio, a Villa Medici, mentre sullo sfondo si trova il palazzo del Quirinale) |          |
| François Marius Granet, Trinità dei Monti e Villa Medici a Roma                                                                                      | olio su tela, 62,5x75 cm, 1808, Louvre-Lens (Lens) | [ 6 ]    |
| Jean-Auguste-Dominique Ingres, Ritratto di Merry-Joseph Blondel                                                                                      | disegno a matita su carta, 17,6x14 cm, 1809, Metropolitan Museum of Art (New York) (Sullo sfondo il profilo di Villa Medici) | [ 7 ]    |
| Michel Martin Drolling, Giardini di Villa Medici | olio su tela, 48,4x61,5 cm, 1811-1816, Rijksmuseum (Amsterdam) |          |
| Léon Cogniet, Autoritratto nel suo studio a Villa Medici                                                                                             | olio su tela, 44,5x37 cm, 1817, Cleveland Museum of Art |          |
| François-Édouard Picot, Ritratto di Nicolas-Pierre Tiolier                                                                                           | olio su tela, 46.4 x 35.7 cm, 1817 circa |          |
| Achille Etna Michallon, Villa Medici e Trinità dei Monti dallo studio di Ingres nel padiglione di San Gaetano                                        | disegno, 1819, Art Institute of Chicago |          |
| Jean-Baptiste Camille Corot, Studio non finito di Trinità dei Monti vista da Villa Medici                                                            | olio su tela, 45x74 cm, 1825-1828, Museo del Louvre (Parigi) | [ 9 ]    |
| Jean-Baptiste Camille Corot, Fontana davanti a Villa Medici                                                                                          | olio su tela, 8x28,8 cm, 1825-1828 Museo di belle arti di Reims |          |
| Louis Dupré e Sébastien Norblin de la Gourdaine, Chateaubriand riceve la granduchessa Elena di Russia nei giardini di Villa Medici il 29 aprile 1829 | olio su tela, 92x115.5 cm, 1835, Villa Medici (Roma) (Il dipinto si riferisce a un episodio narrato nel libro XIII delle Mémoires d'Outre-Tombe (Memorie d'oltretomba), opera postuma di Châteaubriand) | [ 12 ]   |
| Anonimo pittore francese, Studio a Villa Medici | pastello a colori su carta, 1835, Cooper Hewitt, Smithsonian Design Museum (New York) (Tre artisti, al lavoro in un ambiente con sedie e tavoli da disegno. I letti, piegati di giorno, sono dietro la tenda blu. Un serpentello e una testuggine in terra. Dipinti e gessi sparsi. Una sciarpa vela la luce troppo intensa proveniente dalla finestra) | [ 13 ]   |
| Anonimo pittore francese, Veduta da Villa Medici verso Villa Borghese                                                                                | olio su tela, 36.7x43 cm, 1838, Villa Medici (Roma) (Il punto di vista, dalle stanze del cardinale de' Medici, è stato utilizzato anche da Jean-Dominique Ingres e da Horace Vernet. Si vede la statua della Dea Roma, i pini lungo il Muro torto e, in secondo piano, la Casina di Raffaello)                                                          | [ 15 ]   |
| Jean-Achille Benouville, Villa Medici a Roma | olio su tavola, 55x91 cm, 1864 circa, Collezione privata |          |
| Hector d'Espouy, Giardino di Villa Medici | matita acquarello e inchiostro su carta, 28.2x39 cm, 1887, Villa Medici (Roma) | [ 16 ]   |

### Nel Duemila
| Autore e titolo                                                                 | Descrizione                                                   | Immagine |
| ------------------------------------------------------------------------------- | ------------------------------------------------------------- | -------- |
| Philippe Casanova, Villa Medici, Accademia di Francia, la villa vista dall'orto | tempera su carta intelata, 35x35 cm, 2009, Collezione privata |          |